# Теодозій (Мелешко)
Теодо́зій Меле́шко  (інколи Мелешкович, у миру Теодо́р Меле́шко; пол. Teodozy Teodor Mieleszko (Mieleszkowicz); ? —1626) — єпископ Руської унійної церкви; у 1626 році — єпископ Холмський і Белзький.

## Життєпис
Походив зі слонімського повіту з шляхетського роду Мелешків (Мелешковичів) гербу Корчак. Родина жила й володіла маєтностями в Слонімському повіті, родичалися з Воловичами, Жоховськими, князями Соломирецькими. Однак, в пред'явлених королеві на Варшавському сеймі 1626 року (28 січня — 10 березня) вимогах Посольської палати виражається невдоволення з тієї причини, що «недавно Холмське єпископство надане простолюдину» (plebeio), тобто Мелешкові. До обрання єпископом керував школою при катедральній церкві в Володимирі і був там архідияконом. Номінований на єпископа Холмського 17 чи 28 вересня 1625, на той момент був уже в поважному віці. Єпископські свячення провів митрополит Йосиф Велямин Рутський у 1626 р., а пишучи до Конгрегації поширення віри, митрополит зазначає, що владика Теодосій Мелешко помер через чверть години після його висвячення. Проте, ймовірно, все ж таки деякий час управляв єпархією, бо 11 липня 1626 року подав судовий позов проти Томаша Замойського про неправомірне володіння добрами єпархії в Жукові. Незабаром після цього й помер.